# Campillos-Sierra
Campillos-Sierra – gmina w Hiszpanii, w prowincji Cuenca, w Kastylii-La Mancha, o powierzchni 38,03 km². W 2011 roku gmina liczyła 56 mieszkańców.